# Jersey Films
La Jersey Films è una compagnia di produzione cinematografica statunitense: la compagnia appartiene all'attore Danny DeVito. Tra i film più noti prodotti dall'associazione, Pulp Fiction di Quentin Tarantino (1994), Gattaca - La porta dell'universo di Andrew Niccol (1997) e Be Cool di F. Gary Gray (2005).
Produttrice di film prevalentemente indipendenti, la compagnia ha distribuito e finanziato più di 20 pellicole, a partire dal 1992, molte di queste divenute dei veri e propri cult.

## Filmografia
- Hoffa - Santo o mafioso? (1992)
- Giovani, carini e disoccupati (1994)
- 8 Seconds (1994)
- Pulp Fiction (1994)
- Get Shorty (1995)
- L'allenatrice (1996)
- Matilda 6 mitica (1996)
- Creature selvagge (1997)
- Out of Sight (1998)
- Kiss (1998)
- Man on the Moon (1999)
- Erin Brockovich - Forte come la verità (2000)
- Due sballati al college (2001)
- Diventeranno famosi (2003)
- ...e alla fine arriva Polly (2004)
- La mia vita a Garden State (2004)
- Be Cool (2005)
- Freedom Writers (2007)
- Reno 911!: Miami (2007)